# Capitán Prat
«Капитан Прат» (исп. Capitán Prat) — чилийский броненосец.
Capitán Prat заложен 1888 году во Франции, верфь Forges et chantiers de la Méditerranée по проекту инженера А. Лаганя. Спущен на воду 20 декабря 1890 года. Вступил в строй 1891 году. Продан на слом 1935 году. Назывался в честь капитана корвета «Эсмеральда» Артура Прата, совершившего подвиг, граничащий с безрассудством. В момент, когда таран монитора вонзился в борт корвета, он с криком: «За мной, ребята!», размахивая обнажённой саблей, перепрыгнул на борт противника. «Ребята» за ним не последовали (по официальной версии — не расслышали команды за шумом битвы), и попытка абордажа броненосца окончилась гибелью храбрецов.
Послужил прототипом для французского броненосца «Жорегибери».

## Конструкция
Броненосец имел традиционные французские черты: высокий борт, ромбическое расположение четырёх 240-мм орудий, полный броневой пояс по ватерлинии. Удачной оказалась установка восьми 120-мм пушек в четырёх башнях с большими секторами обстрела. Хорошие ходовые и боевые качества уместились в водоизмещение менее 7000 тонн.

### Вооружение
Главный калибр — четыре 240-мм/35 орудия в одноорудийных, с электроприводом башнях. Одно из них было расположено в носу, два были установлены на миделе на спонсонах, а четвёртое было расположено в кормовой части надстройки.
Средний калибр броненосца состоял из восьми 120-мм орудий в четырёх двухорудийных башнях, которые были установлены по обе стороны от фока и грота.
Противоминная артиллерия была представлена батареей из шести 6-фунтовых (57-мм) пушек, четырёх 3-фунтовых (47-мм) пушек и десяти 1-фунтовых (37-мм) пушек.
Корабль также был вооружён четырьмя 450-мм палубными торпедными аппаратами. Один из них был в носовой части, другой на корме, и два по бортам.

### Силовая установка
Силовая установка состояла из двух горизонтальных паровых машин тройного расширения и пяти цилиндрических паровых котлов. Нормальный запас угля 400 тонн, полный — 1100 тонн. Проектная мощность силовой установки: 12 000 инд. л. с. (8900 кВт) при форсированном дутье, 8300 инд. л. с. при нормальной тяге. Проектная скорость хода для форсированной тяги составляла 18,3 узла (33,9 км/ч), для нормальной — 17 узлов. На шестичасовых испытаниях под нормальной тягой «Прат» превысил свою проектную скорость достигнув 17,42 узла при мощности 8493 л. с., на испытаниях на максимальный ход броненосец развил 18,32 узла при мощности 12 150 л. с.

## Служба
Capitán Prat оставался сильнейшим броненосным кораблём Латинской Америки до покупки Аргентиной двух крейсеров типа «Гарибальди». В 1910 году на броненосце установили новые водотрубные котлы, после чего скорость возросла до 19,5 узлов. До ввода в строй дредноута «Альмиранте Латорре», он и броненосный крейсер «О’Хиггинс» были самыми крупными кораблями чилийского флота.